# Hayes-Insel
Die Hayes-Insel (russisch остров Хейса / Ostrow Chjejsa, englisch Hayes Island oder Heiss Island) ist eine Insel der zu Russland gehörenden Inselgruppe Franz-Josef-Land. Im Nordosten der Insel befindet sich das Geophysikalische Observatorium E. T. Krenkel, eine der zwei russischen Polarstationen auf Franz-Josef-Land.

## Geographie
Die Hayes-Insel gehört mit 132 km² Fläche zu den kleineren Inseln Franz-Josef-Lands. Sie liegt inmitten des Archipels nördlich der Hall-Insel und südöstlich der Champ- und der Salisbury-Insel. Im Nordosten liegt die Wiener-Neustadt-Insel und im Osten die Wilczek-Insel. Nördlich vorgelagert ist die kleine Fersman-Insel. An der Hayes-Insel trifft der Markham-Sund auf den Austriasund.
Die Hayes-Insel ist relativ flach und mit Ausnahme einer an der Nordküste gelegenen Eiskappe von etwa fünf Kilometern Durchmesser eisfrei. Die Südküste ist von Basaltkliffs geprägt. Der größte Teil der Insel ist aber von Sedimentablagerungen aus der Kreide und dem Jura bedeckt. Mehrere Dolerit-Dykes durchziehen die Insel von Südosten nach Nordwesten. Dazwischen gibt es Schmelzwasserbäche. Im äußersten Nordosten liegt ein vulkanischer Kratersee.

## Klima
Auf der Hayesinsel herrscht ein maritimes arktisches Klima. Die mittlere Jahrestemperatur beträgt −12 °C. Nur der Juli hat eine mittlere Temperatur über dem Gefrierpunkt. In den Sommermonaten ist es oft neblig. Die mittlere Luftfeuchtigkeit beträgt ganzjährig über 80, in den Sommermonaten über 90 %. Ganzjährig wehen auf der Insel starke Winde, im Winter vorwiegend aus östlicher, im Sommer aus nordwestlicher Richtung.
|                        | Jan | Feb | Mär | Apr | Mai | Jun | Jul | Aug | Sep | Okt | Nov | Dez |   |       |
| Mittl. Temperatur (°C) | −22 | −23 | −23 | −18 | −8  | −1  | 1   | 0   | −3  | −11 | −18 | −22 | ⌀ | −12,3 |
| Mittl. Tagesmax. (°C)  | −20 | −21 | −21 | −17 | −7  | 0   | 1   | 1   | −2  | −10 | −16 | −20 | ⌀ | −10,9 |
| Mittl. Tagesmin. (°C)  | −26 | −27 | −26 | −21 | −10 | −2  | 0   | −1  | −4  | −14 | −21 | −25 | ⌀ | −14,7 |
|                        |     |     |     |     |     |     |     |     |     |     |     |     |   |       |
| Niederschlag (mm)      | 36  | 33  | 23  | 18  | 20  | 13  | 23  | 23  | 30  | 23  | 41  | 33  | Σ | 316   |
|                        |     |     |     |     |     |     |     |     |     |     |     |     |   |       |
| Luftfeuchtigkeit (%)   | 84  | 81  | 80  | 81  | 85  | 88  | 91  | 91  | 89  | 85  | 84  | 84  | ⌀ | 85,3  |

| −26 |

| −27 |

| −26 |

| −21 |

| −10 |

| −2 |

| 0 |

| −1 |

| −4 |

| −14 |

| −21 |

| −25 |

| −26 |

| −27 |

| −26 |

| −21 |

| −10 |

| −2 |

| 0 |

| −1 |

| −4 |

| −14 |

| −21 |

| −25 |

## Flora und Fauna

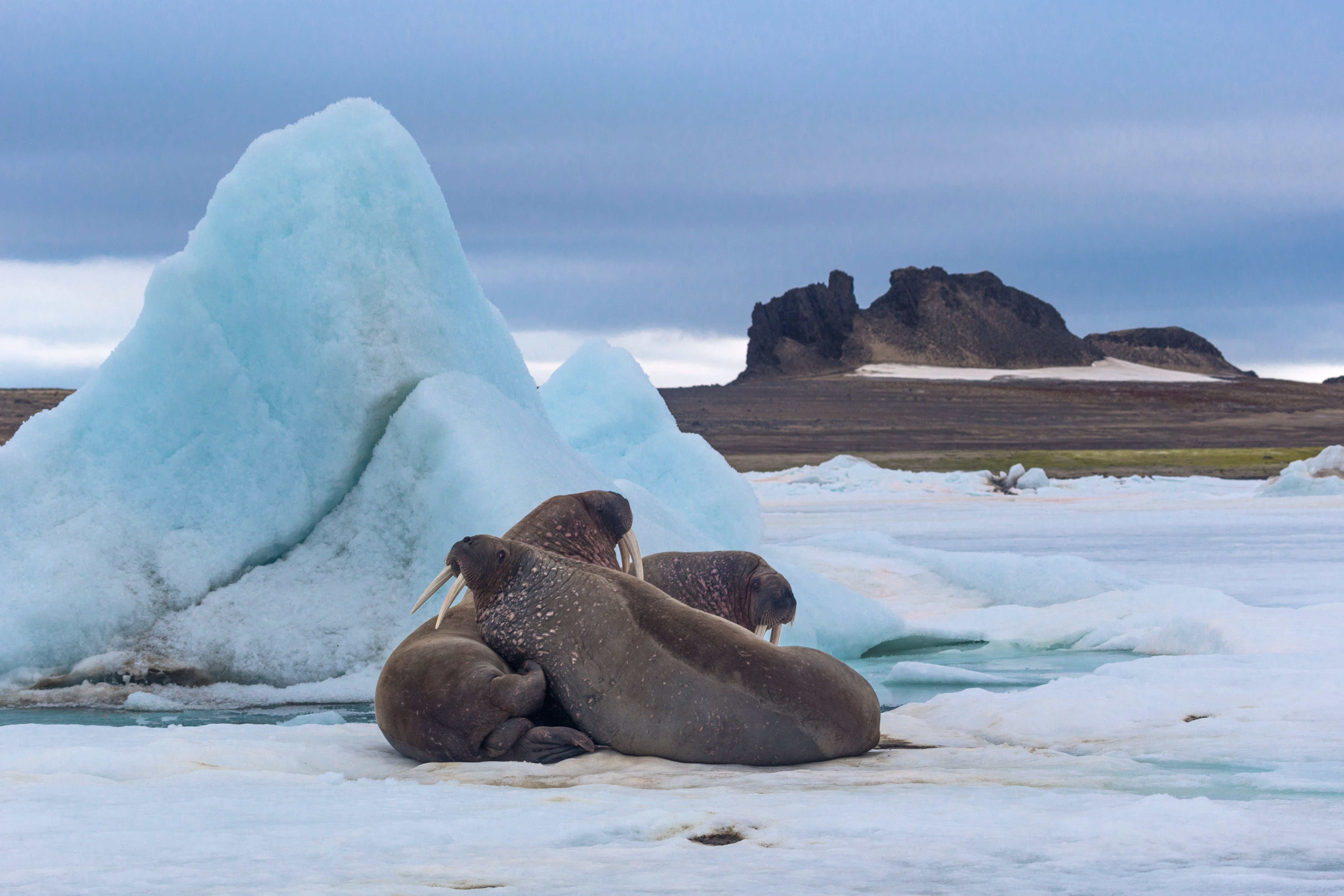
Walrosse vor der Hayes-Insel

Die Vegetation ist auf der Hayes-Insel spärlich. Es kommen vor allem Flechten und Moose vor. Die häufigste Gefäßpflanze ist der Arktische Mohn. Auf der Insel brüten Eiderenten, Meerstrandläufer, Schmarotzerraubmöwen, Küstenseeschwalben, Schneeammern und Elfenbeinmöwen. Daneben konnten auch Eissturmvögel, Sterntaucher, Große Raubmöwen, Spatelraubmöwen, Eismöwen, Dreizehenmöwen, Krabbentaucher und Gryllteisten beobachtet werden.

## Geschichte

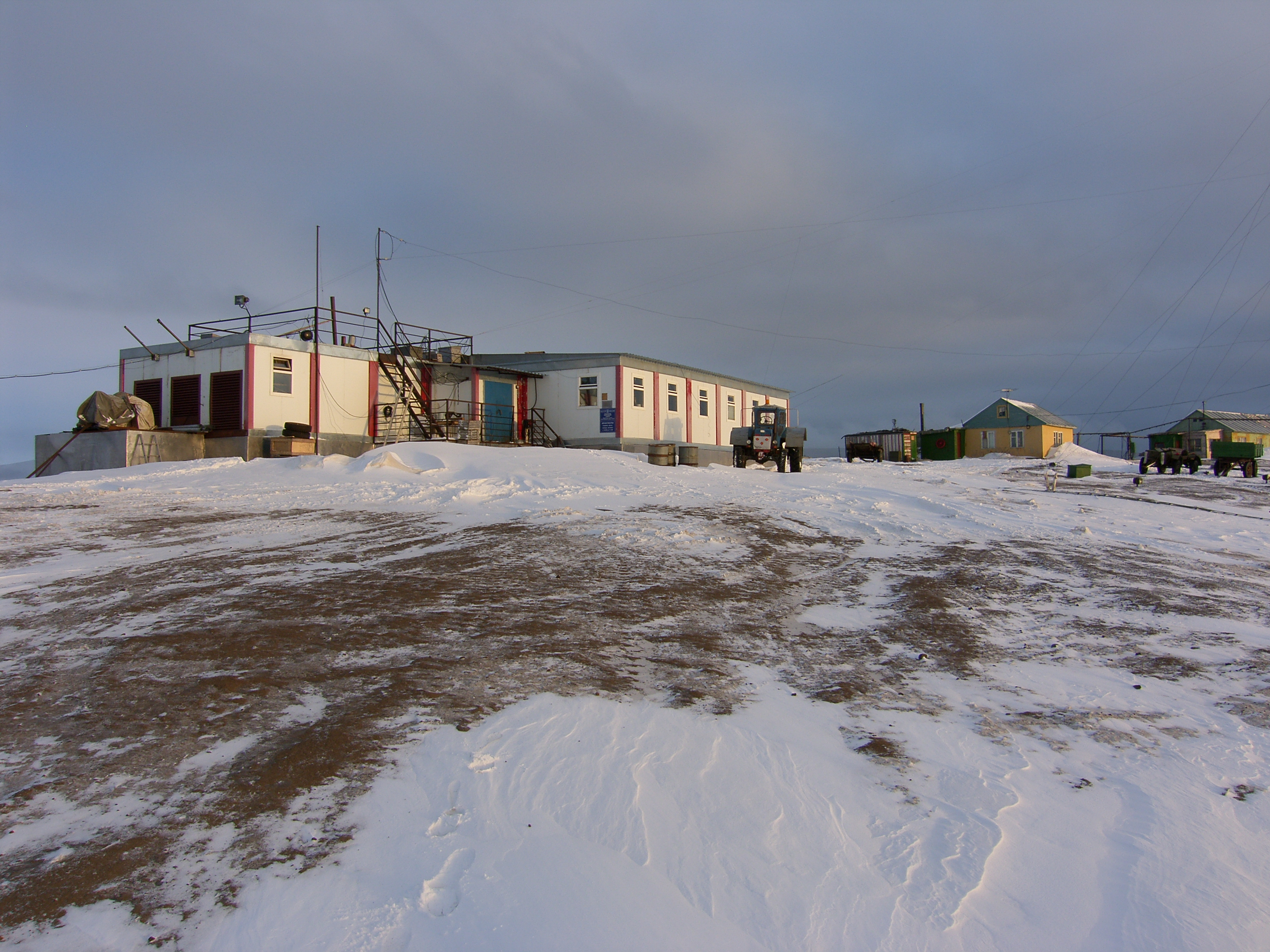
Ernst-Krenkel-Station

Die Insel wurde 1874 von der Österreich-Ungarischen Nordpolarexpedition gesichtet, Julius Payer hielt sie aber für eine Halbinsel der Hall-Insel. 1898 wurde sie von Mitgliedern der Wellman-Expedition nach dem US-amerikanischen Polarforscher Isaac Israel Hayes benannt.
Auf der Hayes-Insel befindet sich seit 1957 eine Polarstation. Ab 1965 wurde sie zum größten Wetterobservatorium der Arktis ausgebaut. Zeitweise arbeiteten hier bis zu 200 Wissenschaftler. Von 1956 bis 1990 wurden von der Insel 1950 Höhenforschungsraketen, zum Beispiel des Typs MR-12 gestartet.
Zu Ehren des russischen Polarforschers Ernst Theodorowitsch Krenkel erhielt die Station auf der Hayes-Insel 1972 den Namen Geophysikalisches Observatorium E. T. Krenkel. Im Jahr 2001 zerstörte ein Brand die Stromversorgungseinrichtungen und einige Gebäude. Im Rahmen des Internationalen Polarjahrs 2007/2008 wurde die Forschungsstation auf der Hayes-Insel durch eine russisch-US-amerikanische Kooperation wieder aufgebaut.